# Aras Aydın
Aras Aydın, all'anagrafe Mehti Aras Aydın (Eskişehir, 4 gennaio 1989), è un attore turco.

## Biografia
Nato nel 1989 a Eskişehir (Turchia), Aras Aydın ha studiato teatro presso il conservatorio statale dell'Università di Istanbul. Ha debuttato nel 2010 con la serie Öğretmen Kemal. Nel 2013 è apparso nella serie Şefkat Tepe e nel 2014 è stato scelto per un ruolo secondario in Saklı Kalan. Nel 2014 e nel 2015 ha raggiunto il successo con la sua interpretazione di Emre Yiğit nella serie Cherry Season - La stagione del cuore (Kiraz Mevsimi). Ha poi fatto il suo debutto cinematografico nel 2016 con un ruolo da protagonista nel film Oğlan Bizim Kız Bizim. In seguito ha avuto ruoli principali in serie come Altınsoylar e Canevim. Nel 2024 ha ottenuto il ruolo di Behram Dicleli nella serie Tradimento (Aldatmak), seguito nel 2024 e nel 2025 dal ruolo di Nuh Çakırca nella serie La notte nel cuore (Siyah Kalp).

## Vita privata
Dal maggio 2022 è sposato con la collega Melis Birkan.

## Filmografia

### Cinema
- Oğlan Bizim Kiz Bizim, regia di Semra Dundar (2016)
- İnsanlar İkiye Ayrılır, regia di Tunç Şahin (2020)

### Televisione
- Öğretmen Kemal – serie TV (2010)
- Şefkat Tepe – serie TV (2012)
- Sakli Kalan – serie TV (2014)
- Cherry Season - La stagione del cuore (Kiraz Mevsimi) – serie TV, 59 episodi (2014-2015)
- İnadına Aşk – serie TV, 7 episodi (2015-2016)
- N'olur Ayrılalım – serie TV, 5 episodi (2016)
- Altınsoylar – serie TV, 4 episodi (2016)
- Masum Değiliz – serie TV, 6 episodi (2018)
- Canevim – serie TV, 17 episodi (2019)
- Sefirin Kızı – serie TV, 2 episodi (2020)
- Şeref Sözü – serie TV, 4 episodi (2020)
- İkimizin Sırrı – serie TV, 10 episodi (2021)
- Kaçış – serie TV, 7 episodi (2022)
- Tradimento (Aldatmak) – serie TV, 28 episodi (2022-2023)
- La notte nel cuore (Siyah Kalp) – serie TV, 34 episodi (2024-2025)
- Nine Perfect Strangers – serie TV, 8 episodi (2025)

## Doppiatori italiani
Nelle versioni in italiano delle opere in cui ha recitato, Aras Aydın è stato doppiato da:
- Sacha De Toni[10] in Cherry Season - La stagione del cuore,[11] in Tradimento,[12] ne La notte nel cuore[13]
- Gabriele Vender[14] in Nine Perfect Strangers[15]